# Hyposidra afflictaria
Hyposidra afflictaria är en fjärilsart som beskrevs av Walker 1866. Hyposidra afflictaria ingår i släktet Hyposidra och familjen mätare. Inga underarter finns listade i Catalogue of Life.